# Walt Tkaczuk
Walter Robert Tkaczuk (* 29. September 1947 in Emsdetten, Deutschland) ist ein ehemaliger kanadischer Eishockeyspieler, der während seiner Karriere für die New York Rangers in der National Hockey League spielte.

## Karriere
In seiner Jugend spielte er für die Kitchener Rangers in der Ontario Hockey Association, nachdem er 1963 von den New York Rangers entdeckt und unter Vertrag genommen wurde. Am 24. Januar 1968 machte Tkaczuk bei einem Spiel gegen die Boston Bruins sein Debüt in der National Hockey League. Nach insgesamt 13 vollendeten Spielzeiten in der NHL musste Tkaczuk während der  NHL-Saison 1981/82 seine Karriere als aktiver Spieler auf Grund einer Augenverletzung beenden. Sein letztes Spiel bestritt er am 2. Februar 1981 gegen die Los Angeles Kings. Zu diesem Zeitpunkt war der Center Mannschaftskapitän der Rangers und auf Platz drei der Spieler mit den meisten Einsätzen für das Franchise. Nach seinem Rücktritt betreute er die New York Rangers noch für zwei Spielzeiten als Assistenztrainer des damaligen Cheftrainers Herb Brooks.
Für die Eishockey-Weltmeisterschaft 1977 war Tkaczuk in Kontakt mit dem Deutschen Eishockey-Bund, nahm schließlich aber nicht teil.

## Erfolge und Auszeichnungen
- 1967 OHA Second All-Star Team
- 1968 Wertvollster Spieler der Ontario Hockey Association
- 1968 OHA First All-Star Team
- 1970 Teilnahme am NHL All-Star Game

## Karrierestatistik
(Legende zur Spielerstatistik: Sp oder GP = absolvierte Spiele; T oder G = erzielte Tore; V oder A = erzielte Assists; Pkt oder Pts = erzielte Scorerpunkte; SM oder PIM = erhaltene Strafminuten; +/− = Plus/Minus-Bilanz; PP = erzielte Überzahltore; SH = erzielte Unterzahltore; GW = erzielte Siegtore; 1 Play-downs/Relegation; Kursiv: Statistik nicht vollständig)